# فرانك تايلور (لاعب كريكت)
فرانك تايلور (4 مايو 1855 في المملكة المتحدة - 14 أغسطس 1936 في المملكة المتحدة) (بالإنجليزية: Frank Taylor)‏ هو لاعب كريكت بريطاني (وحمل سابقاً جنسية المملكة المتحدة لبريطانيا العظمى وأيرلندا). لعب مع نادي مقاطعة لانكشر للكريكت ‏ ونادي مقاطعة غلوستر للكريكت ‏.

## وصلات خارجية
- فرانك تايلور على موقع إي آس بي آن كريك إنفو (الإنجليزية)